# Hyundai i30

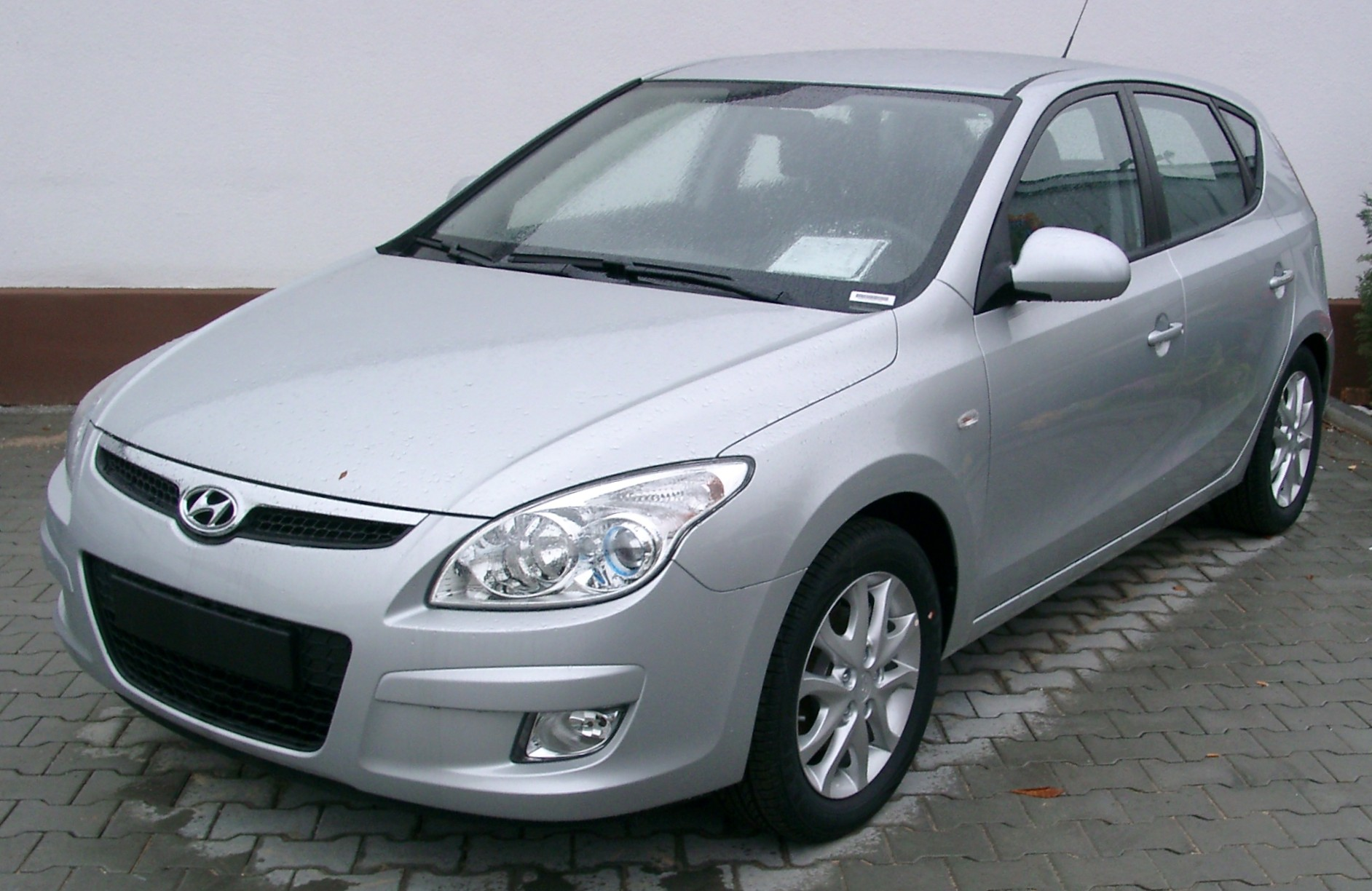
Hyundai i30 del 2007

El Hyundai i30 és un vehicle de tipus compact car (o segment C a Europa) fabricat per Hyundai Motor Company i dissenyat pel Hyundai European Team ubicat a Alemanya. Comparteix molts elements mecànics amb el KIA Cee'd, amb qui comparteix xassís i motors.
Aquest Hyundai substitueix al Hyundai Elantra i al Hyundai Accent en certs mercats, i en d'altres se situa com un model intermedi entre el Hyundai Accent i el Hyundai Sonata.
Rivals del i30 són el Toyota Auris, Mazda3, Honda Civic, Ford Focus, Volkswagen Golf, Opel Astra o Peugeot 308 entre d'altres.

## Introducció
Presentat al Saló de l'Automòbil de Ginebra de març del 2007, va ser presentat al segon semestre del 2007 a Europa (a Catalunya va ser disponible a partir de juliol de 2007 i Austràlia per la versió amb porta posterior de 5 portes, l'i30 ha estat un vehicle fabricat pensant i fet específicament pels europeus. De fet s'observa que en les mides i detalls tècnics del vehicle s'aprecia una influència del Hyundai Elantra, tals com la mida de la suspensió posterior (el Ford Focus i el Volkswagen Golf també) però en la majoria no (fins i tot el Peugeot 308 i el Toyota Auris no l'incorporen).
Més tard, en el Seoul Motor Show del 2007 es va presentar la versió familiar, la qual inicia la seva comercialització el 2008 sota el nom de CW, que significa "Crossover Wagon". Al mercat britànic es ven com Estate.

## Especificacions

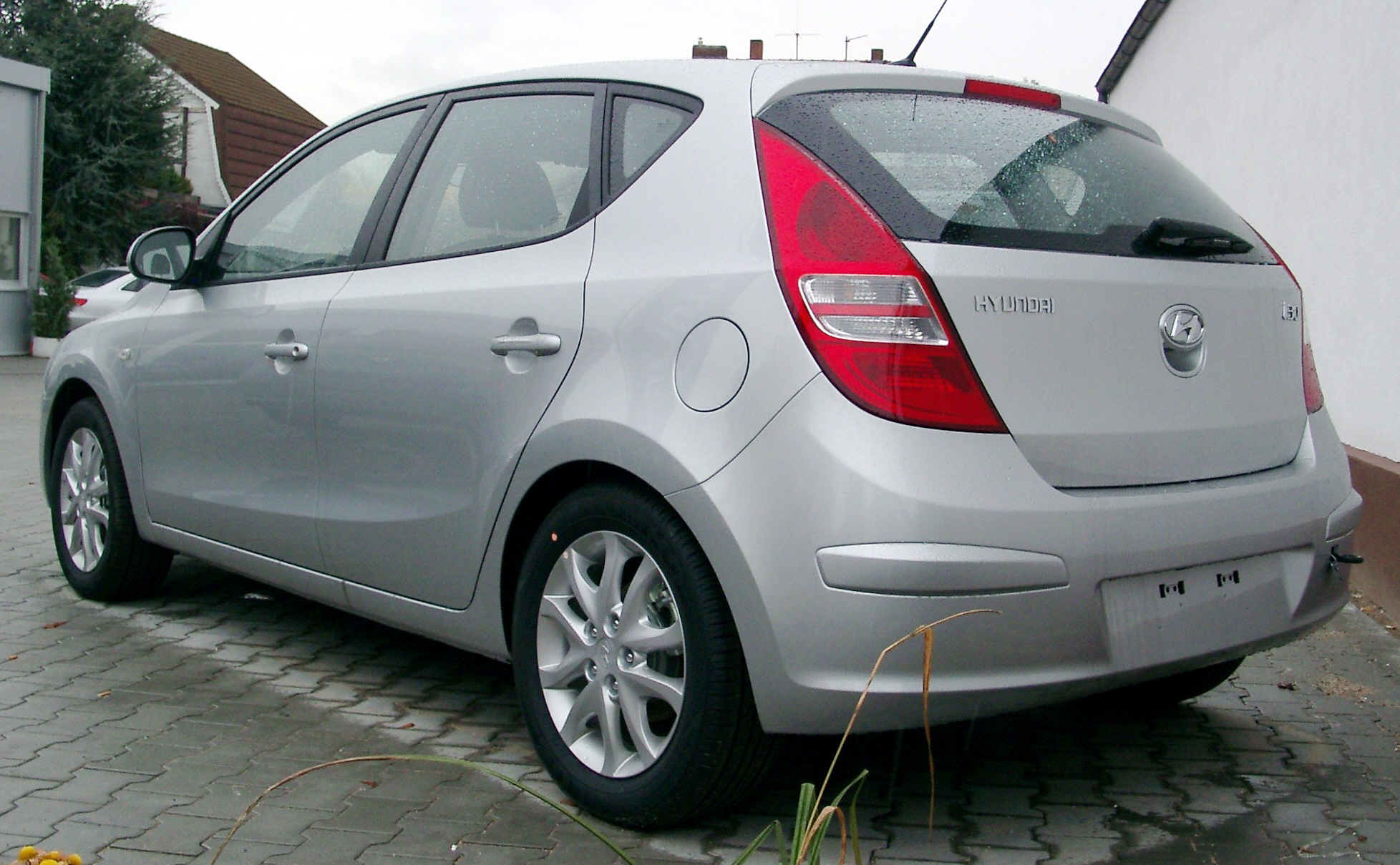
Part posterior d'un Hyundai i30 del 2007

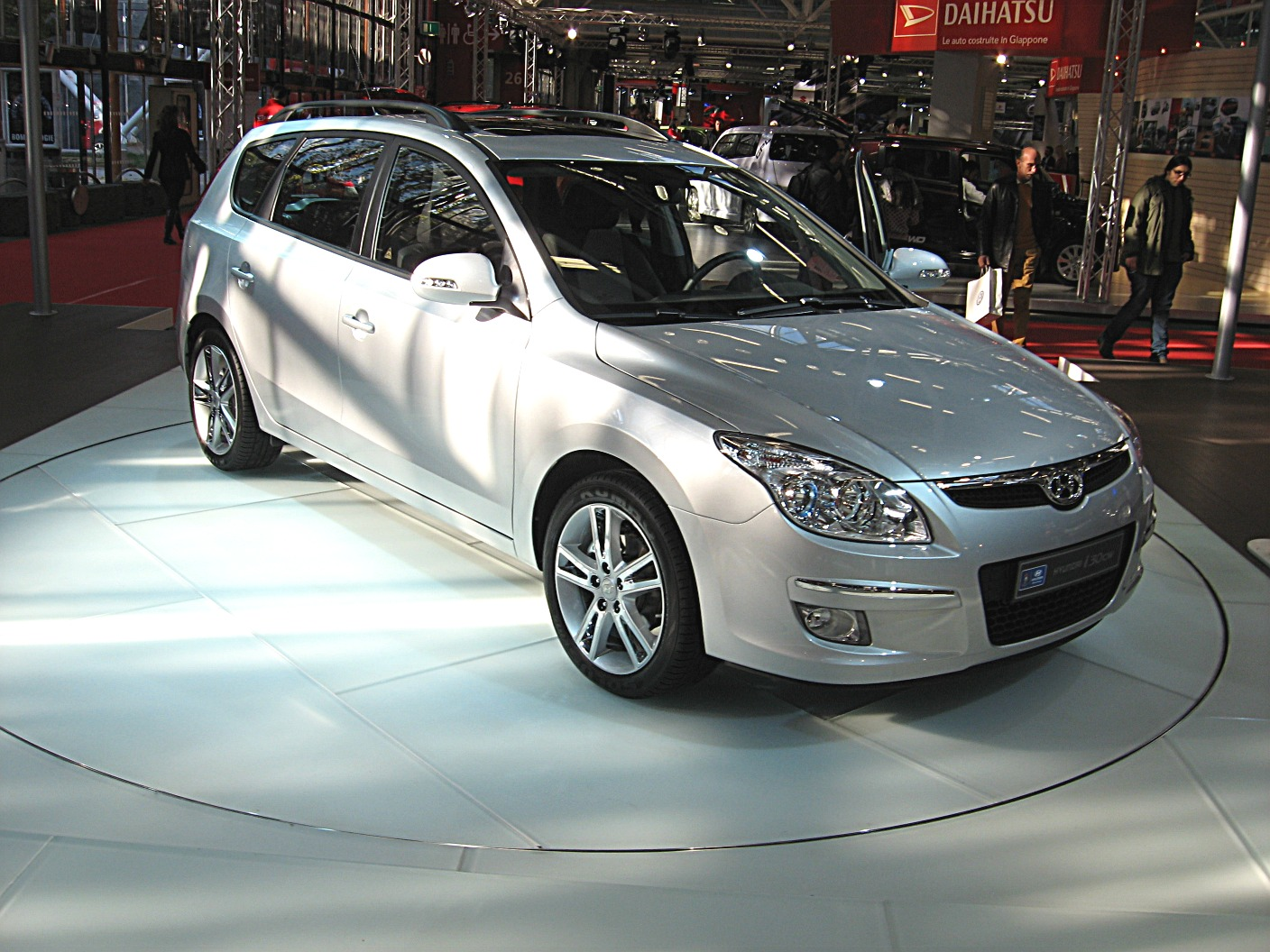
Hyundai i30 CW del 2007

Disponible en 2 tipus de carrosseries (hatchback de 5 portes i wagon), el i30 s'ofereix en els següents paquets segons el mercat (a exemple: Austràlia, Espanya i Regne Unit):
Austràlia (motors 1.6 CRDi 115 i 2.0 CVVT 143):
- SX: Paquet bàsic que inclou airbags frontals, ABS+EBD, Aire condicionat i llantes de 15" entre d'altres.
- SLX: Semi-equipat. Afegeix al SX, airbags laterals davanters i posteriors, llantes de 16" i fars antiboira entre altres detalls.
- SR: Equipat. Afegeix al SLX, ESP, llantes de 17", acabats i seients de pell entre altres detalls.

Espanya:
- Classic: Paquet bàsic que inclou ESP, ABS+EDB, airbags frontals, laterals i de cortina, fars antiboira.
- Comfort: Paquet bàsic als mercats a on no s'ofereix. Afegeix sobre el Classic el climatitzador, volant i palanca de pell entre altres detalls.
- Style: Paquet "equipat", que afegeix llantes d'aliatge de 16", retrovisors plegables elèctricament, sensor de pluja i autoencesa de llums entre d'altres.
- Style Sport: El mateix que l'anterior
- Premium: Paquet luxe que inclou entapissat de pell, llantes d'aliatge de 17", sostre elèctric i control de velocitat.

Regne Unit (els mateixos que Espanya menys el 1.6 CRDi 90 cv):
- Comfort: Paquet bàsic. Inclou aire condicionat, ESP, 6 airbags, llantes de 15" i fars antiboira entre altres detalls.
- Style: Paquet semi-equipat. Inclou el mateix que el Comfort més llantes d'aliatge de 16", llums automàtiques, mesurador de pressió dels pneumàtics entre d'altres.
- Premium: Paquet luxe. Inclou el mateix que el Style més climatitzador, seients davanters calefactables, sensors d'aparcament i pluja, llantes d'aliatge de 17" entre d'altres.

Mides del i30:
Batalla (Wheelbase): 2,650 m; 2,700 m (versió CW)
Llargada (Length): 4,245 m; 4,475 m (versió CW)
Amplada (Width): 1,775 m
Alçada (Height): 1,480 m; 1,520 m (versió CW)
Capacitat del dipòsit: 53 l
Capacitat portaequipatges: 340 cm3 (415 cm3)

### Motors
| Any             | Motor               | Potència | Torsió  | Consum | Emissions |
| --------------- | ------------------- | -------- | ------- | ------ | --------- |
| 2007-actualitat | 1.4 L CVVT Gamma I4 | 109 hp   | 137 N·m | 6,1 l  | n/a       |
| 2007-actualitat | 1.6 L CVVT Gamma I4 | 122 hp   | 154 N·m | 6,2 l  | n/a       |
| 2007-actualitat | 2.0 L CVVT Beta I4  | 143 hp   | 186 N·m | 7,1 l  | n/a       |
| 2007-actualitat | 1.6 L CRDi I4       | 90 hp    | 235 N·m | 4,7 l  | n/a       |
| 2007-actualitat | 1.6 L CRDi I4       | 115 hp   | 255 N·m | 4,7 l  | 0.224     |
| 2007-actualitat | 2.0 L CRDi I4       | 140 hp   | 305 N·m | 5,5 l  | 0.216     |

Consum combinat (l/100 km). Emissions de CO2 i HC+NOx (gr/km). En transmissions, s'ofereixen una manual de 5 i 6 velocitats i una automàtica de 4.

### Seguretat
El Hyundai i30 ha obtingut 4 estrelles en el test de xoc frontal, 3 en protecció de menors i 2 estrelles en protecció als vianants de l'EURONCAP.